# 嘉義鐵道藝術村
23°48′30″N 120°44′27″E / 23.80833°N 120.74083°E
嘉義鐵道藝術村是曾位在中華民國臺灣嘉義市西區的鐵道藝術村，隸屬嘉義市政府文化局。其建築原是過去的臺灣鐵路管理局縱貫線南段嘉義車站貨運倉庫，1999年8月嘉義市立文化中心（現嘉義市政府文化局）開闢此地作為藝文空間，2000年7月行政院文化建設委員會中部辦公室選定為「鐵道藝術網絡計畫」的第二站（嘉義站），因應嘉義市區鐵路高架化計畫，將拆除部分倉庫，營運到2019年底為止，2020年2月除經文化資產審議委員會審議保留的五號倉庫（列冊追蹤）與卅七之七號木桁架，其餘不具文資身分皆拆除。

## 沿革
1997年文建會專案進行「藝術家傳習創作及相關展示場所專案評估」研究，走訪了眾多舊有建築物，發現鐵路倉庫兼具寬敞的空間及記錄歷史軌跡的人文特性，因此發展出「鐵道藝術網絡計畫」，希望透過貫穿台灣全島的鐵道，將閒置的鐵道貨運倉庫整建為藝術創作的展示場所及藝文新地標，推展地方文化特色及帶動當地藝術的活絡。有鑑於20號倉庫發展的成功，嘉義鐵道藝術村亦隨之成立，並於其後被指定為台灣鐵道藝術網路六站中的第二站。並由於其址位於原日本時代嘉義市黑金町，亦成為後來創立之黑金段藝術節之主要舉辦場地及發展基地。

## 倉庫配置
計有丸三倉庫(含其行政區部分)、練功房、1～5號倉庫、及兩座未開放之倉庫，共9座，倉庫正前方面對台鐵嘉義車站貨運月台。

## 藝術展演
- 黑金段藝術節：2002年創立於嘉義鐵道藝術村之藝術節，主要舉辦畫展、靜物藝術展示等展覽[4]。2017年舉辦之主題為「非常，日常」。

## 駐村作家
陳政宏、鄭建昌、戴明德、李裕源、王德合、謝其昌、莊宗勳、倪祥、邱子宴、不可無料劇場。

## 交通
- 嘉義市先期交通轉運中心
- 嘉義車站
- 嘉義市公車鐵道藝術村站
  - 市區1 嘉義榮民醫院-國立嘉義大學蘭潭校區
  - 市區7 後火車站-大雅站

## 藝術村寫真

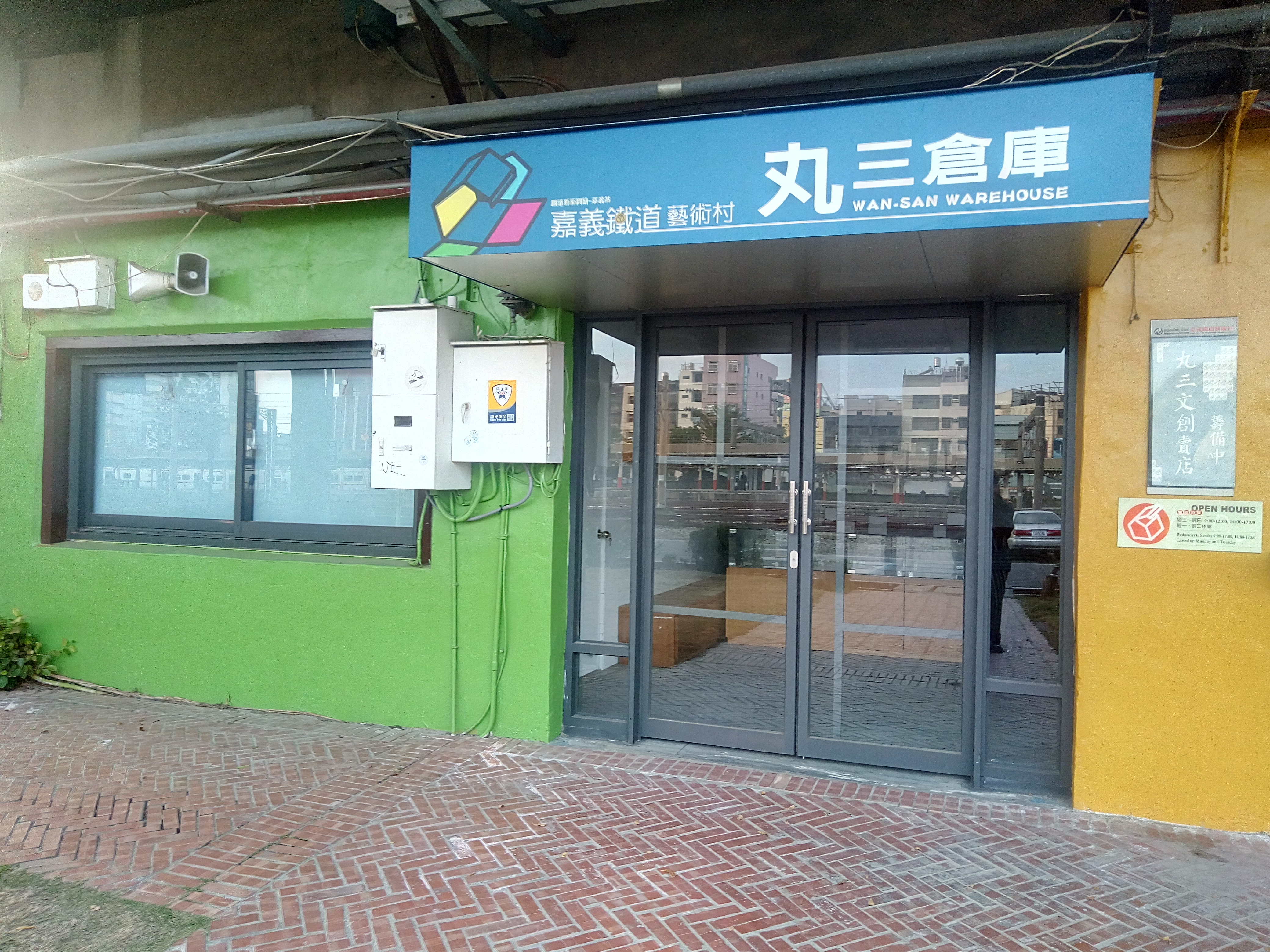
丸三倉庫-丸三文創賣店(籌備中)
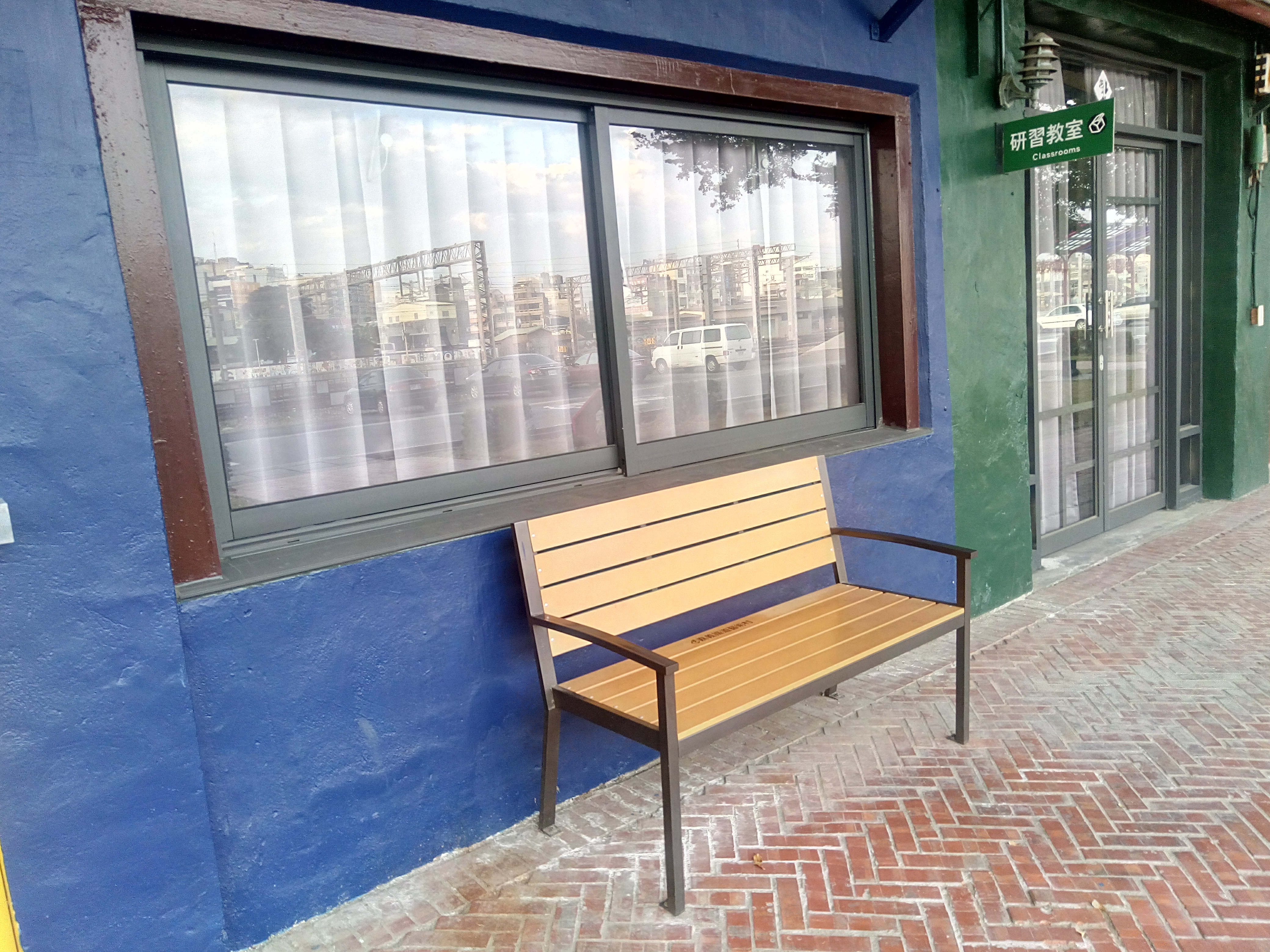
丸三倉庫研習教室
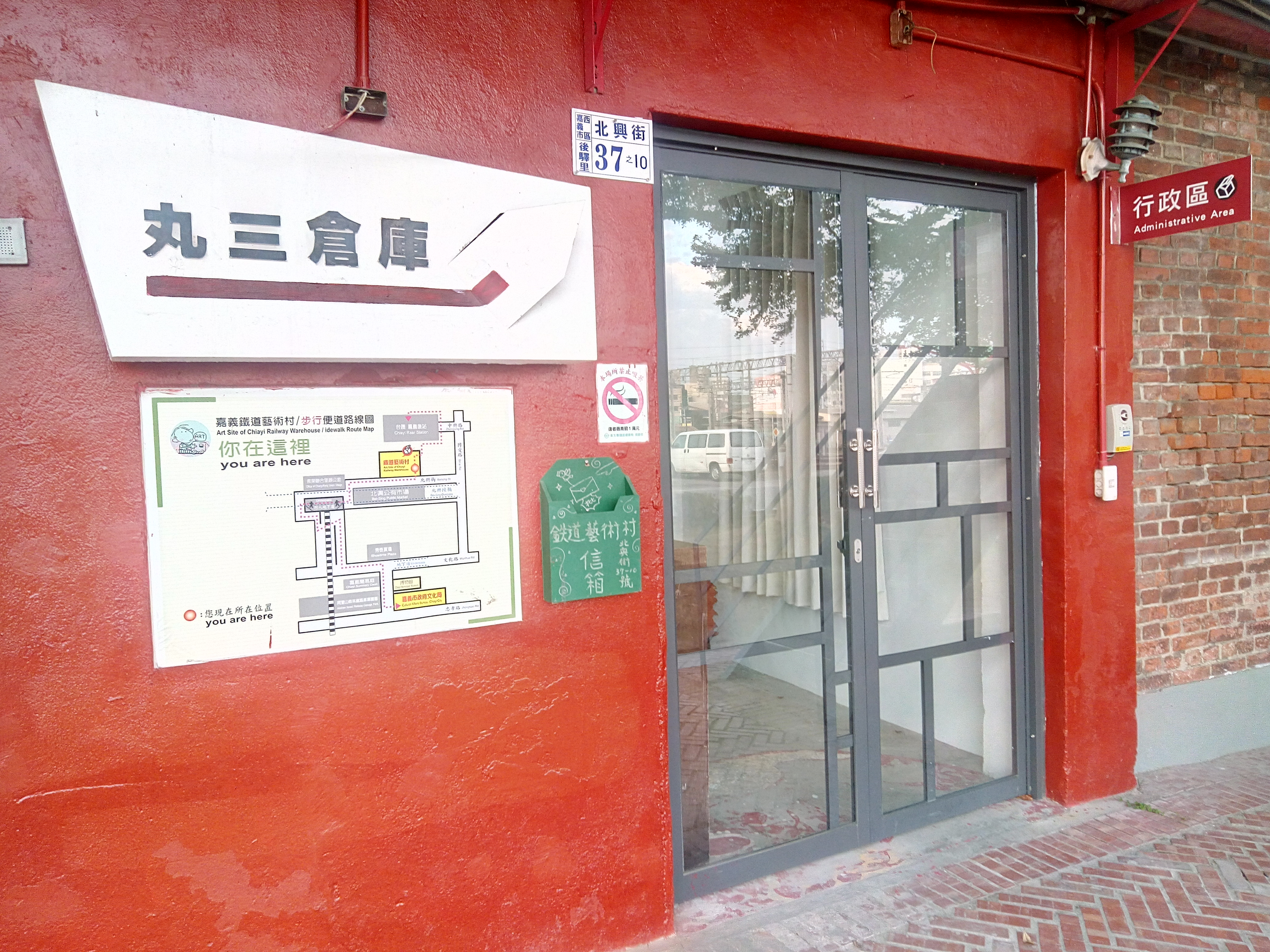
丸三倉庫行政區
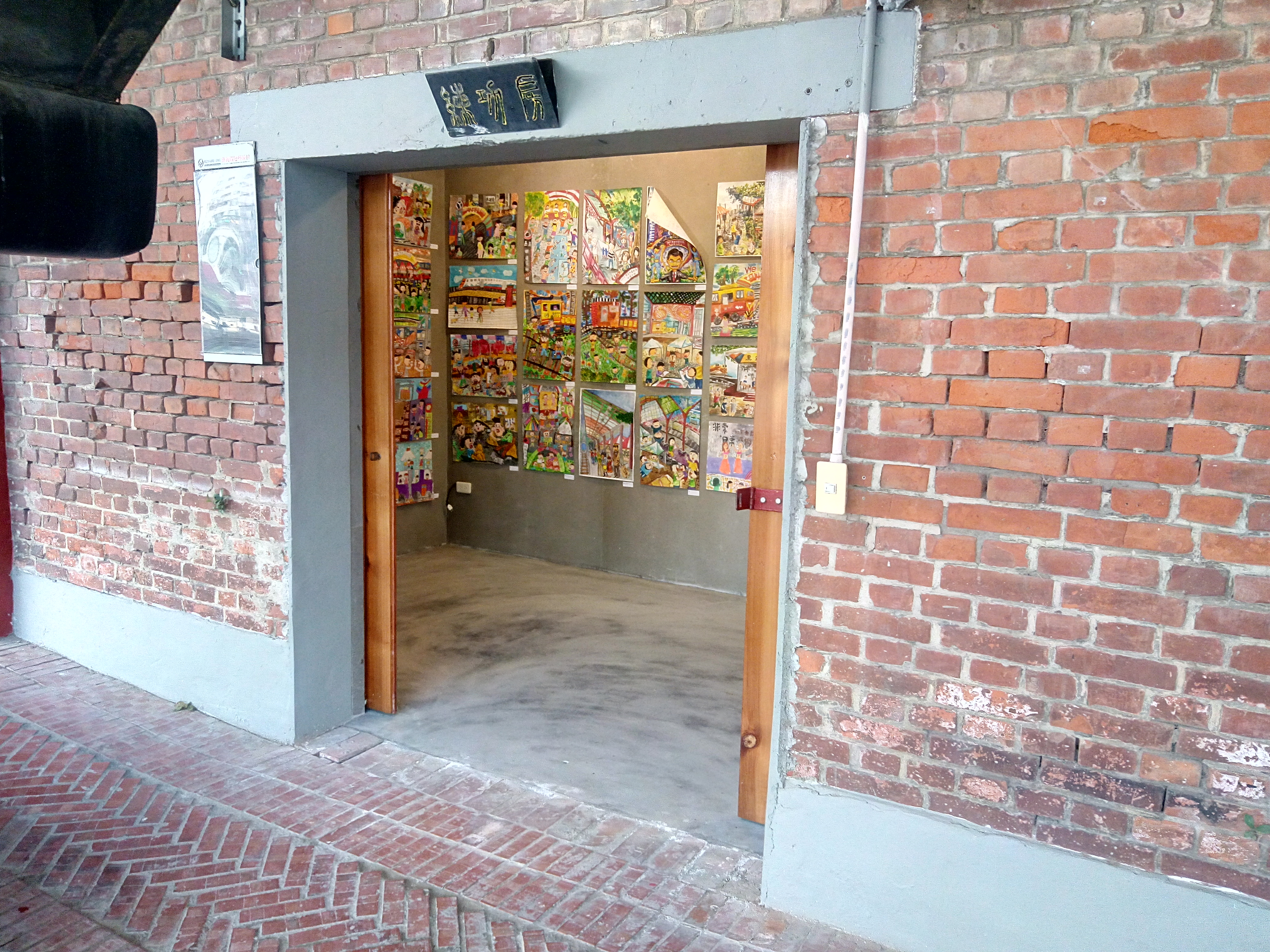
練功房
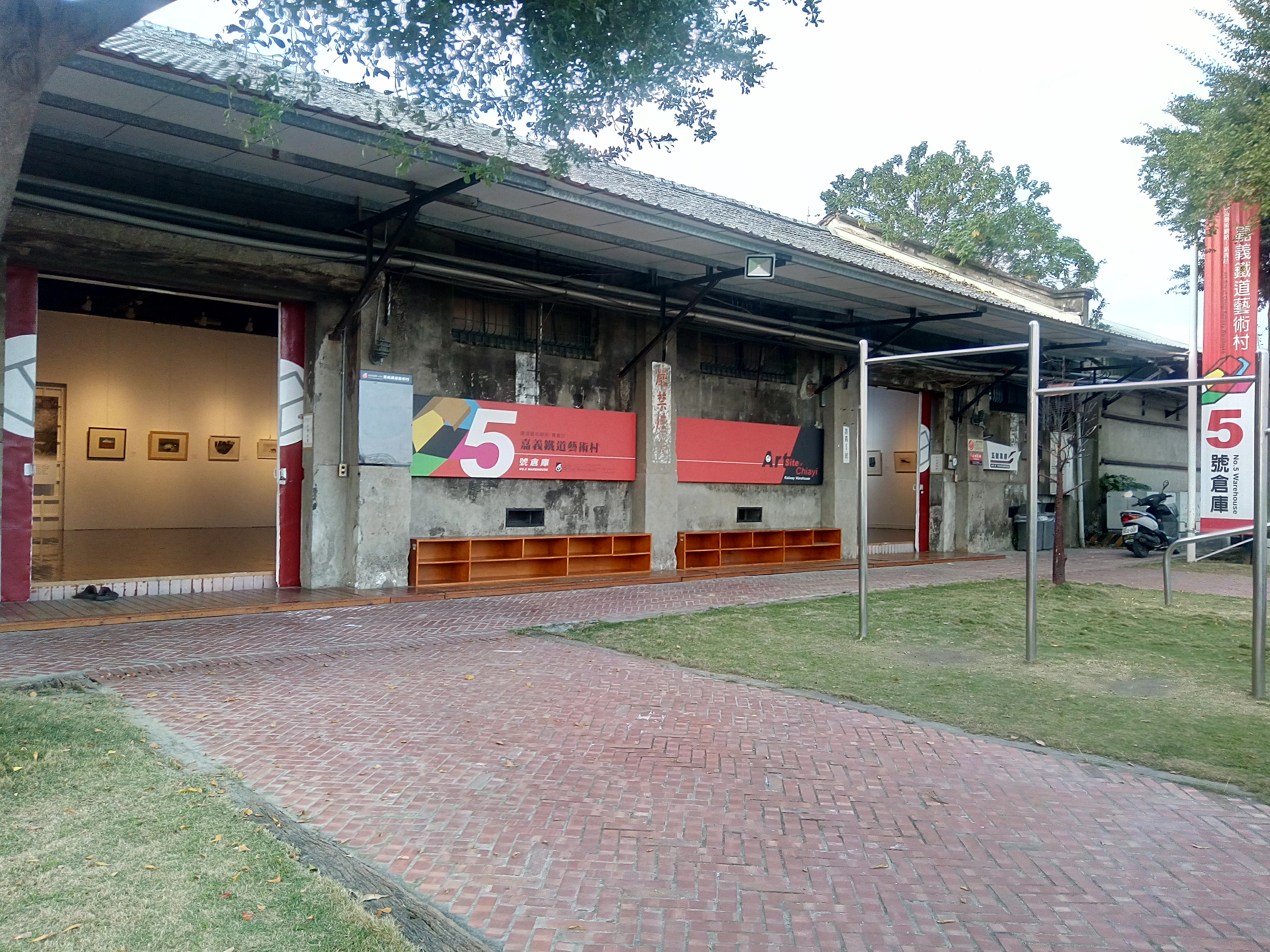
5號倉庫
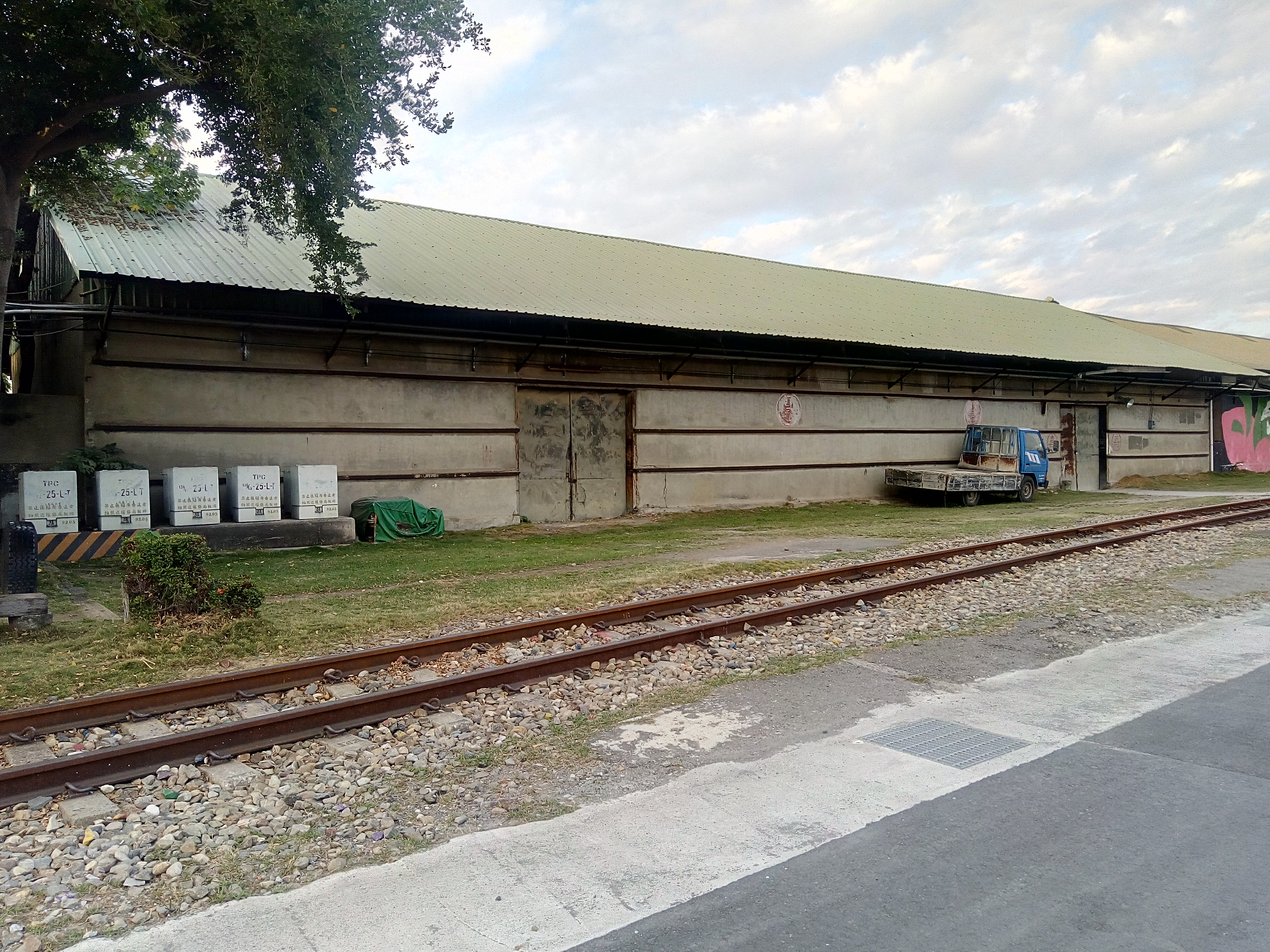
無名倉庫1(不開放)
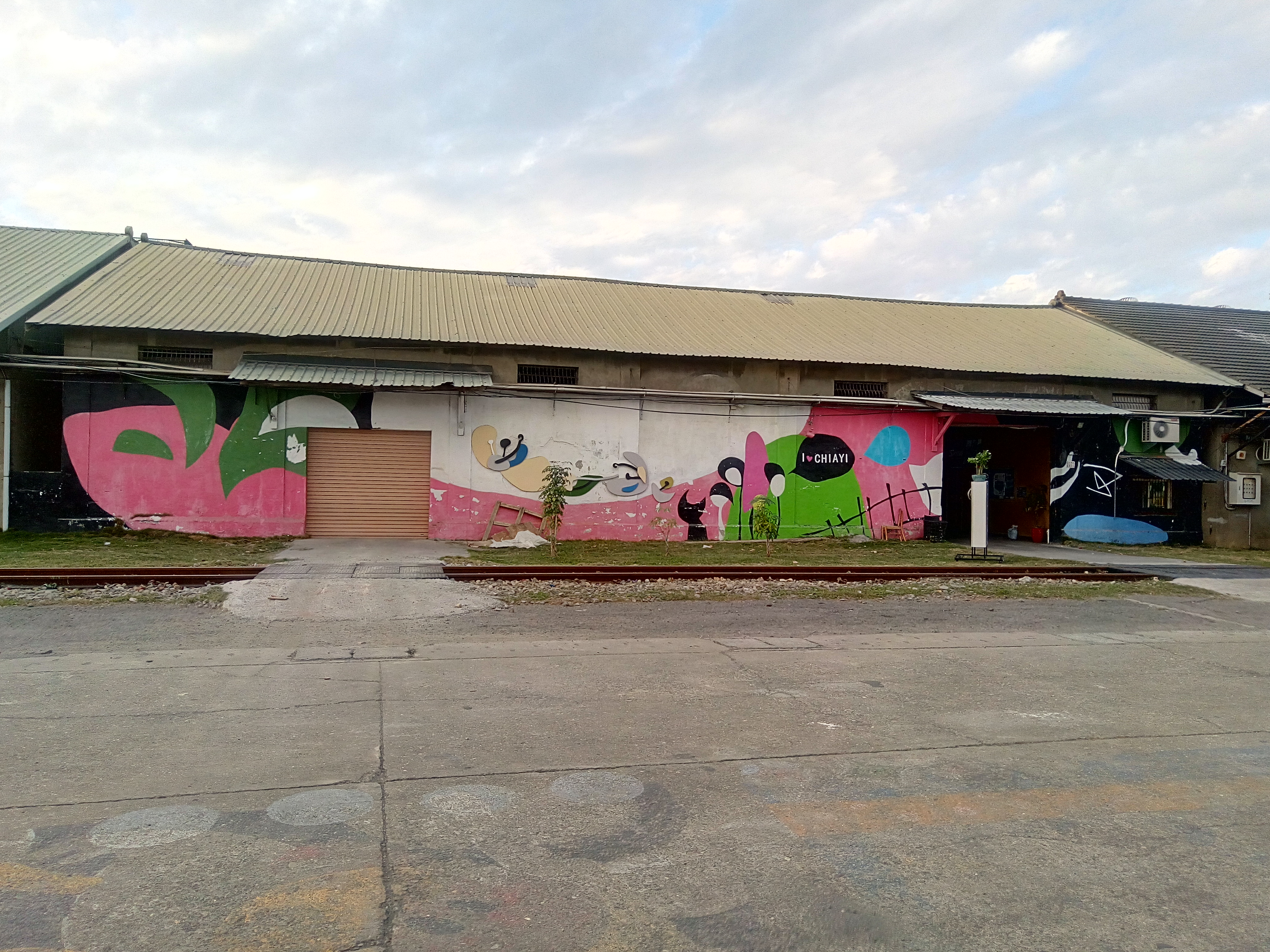
無名倉庫2(不開放)
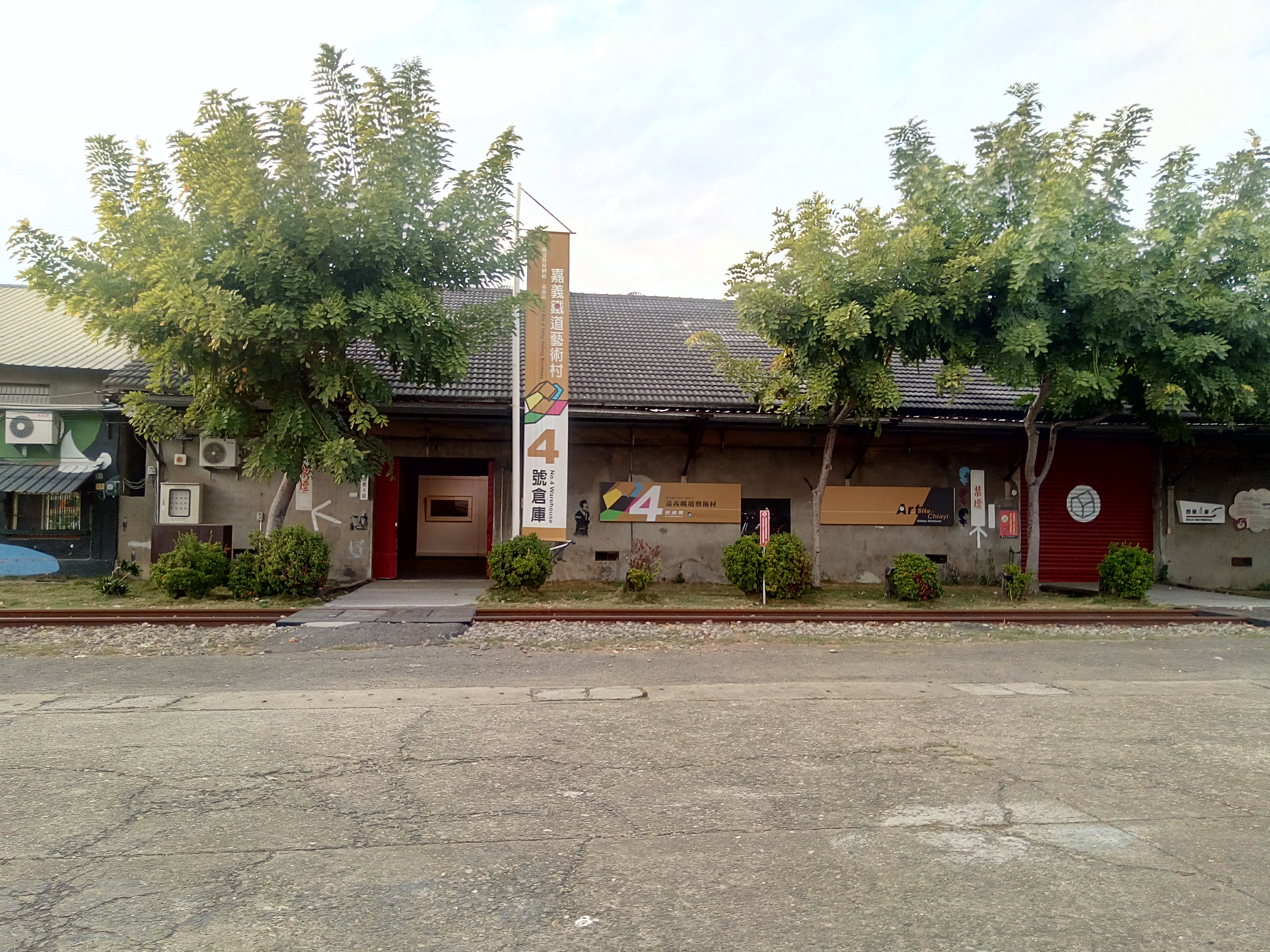
4號倉庫
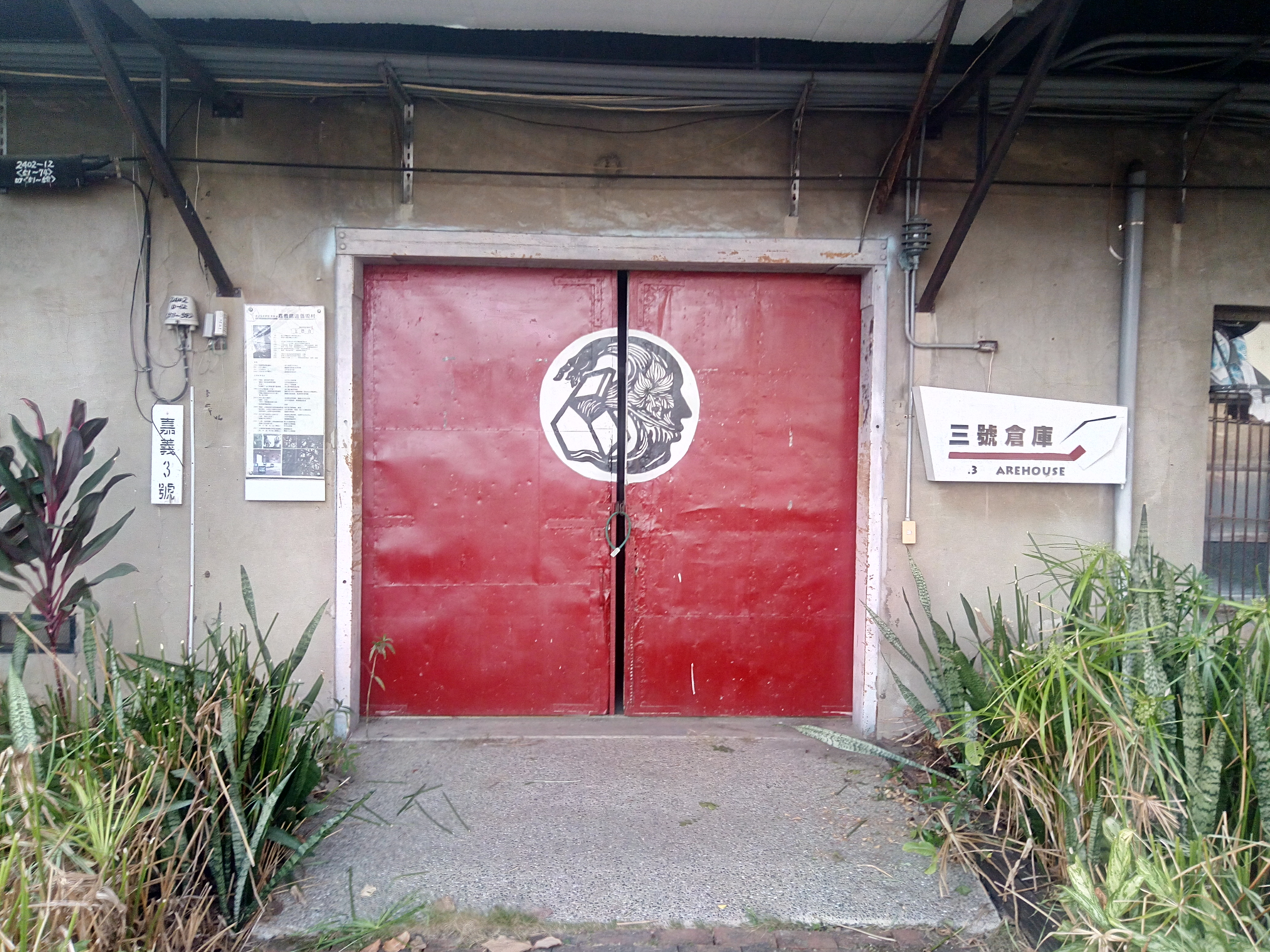
3號倉庫
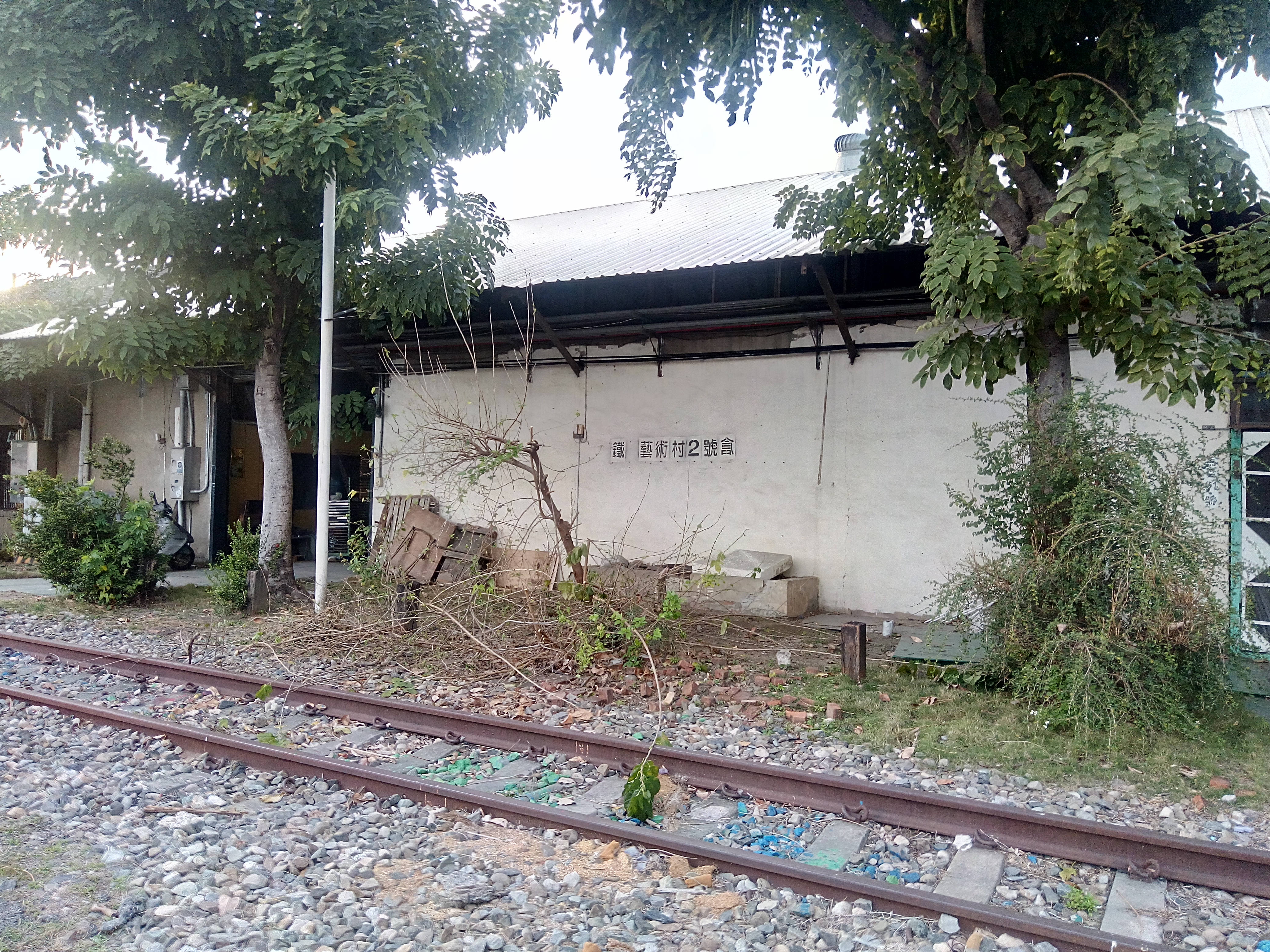
2號倉庫
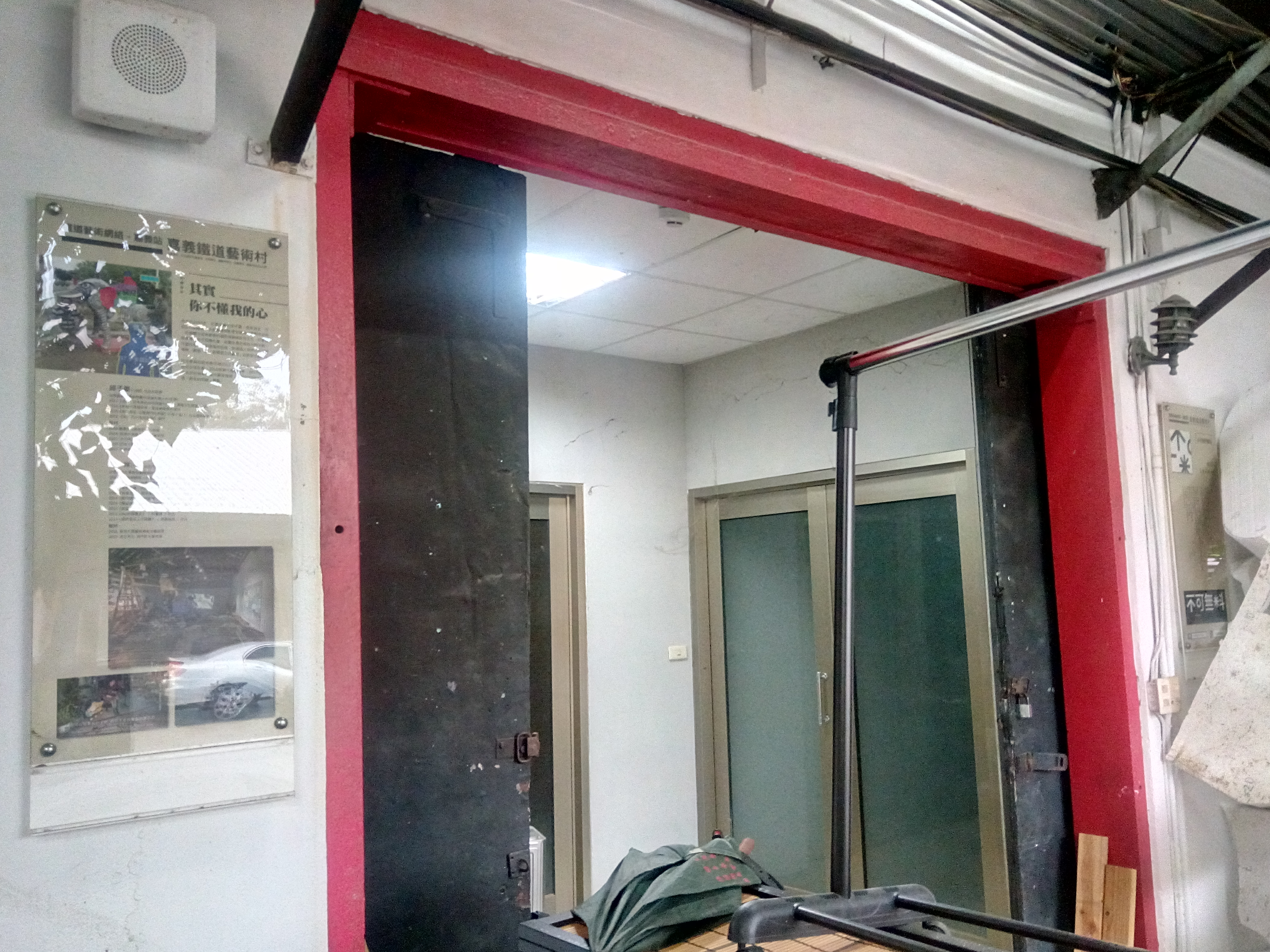
不可無料劇場
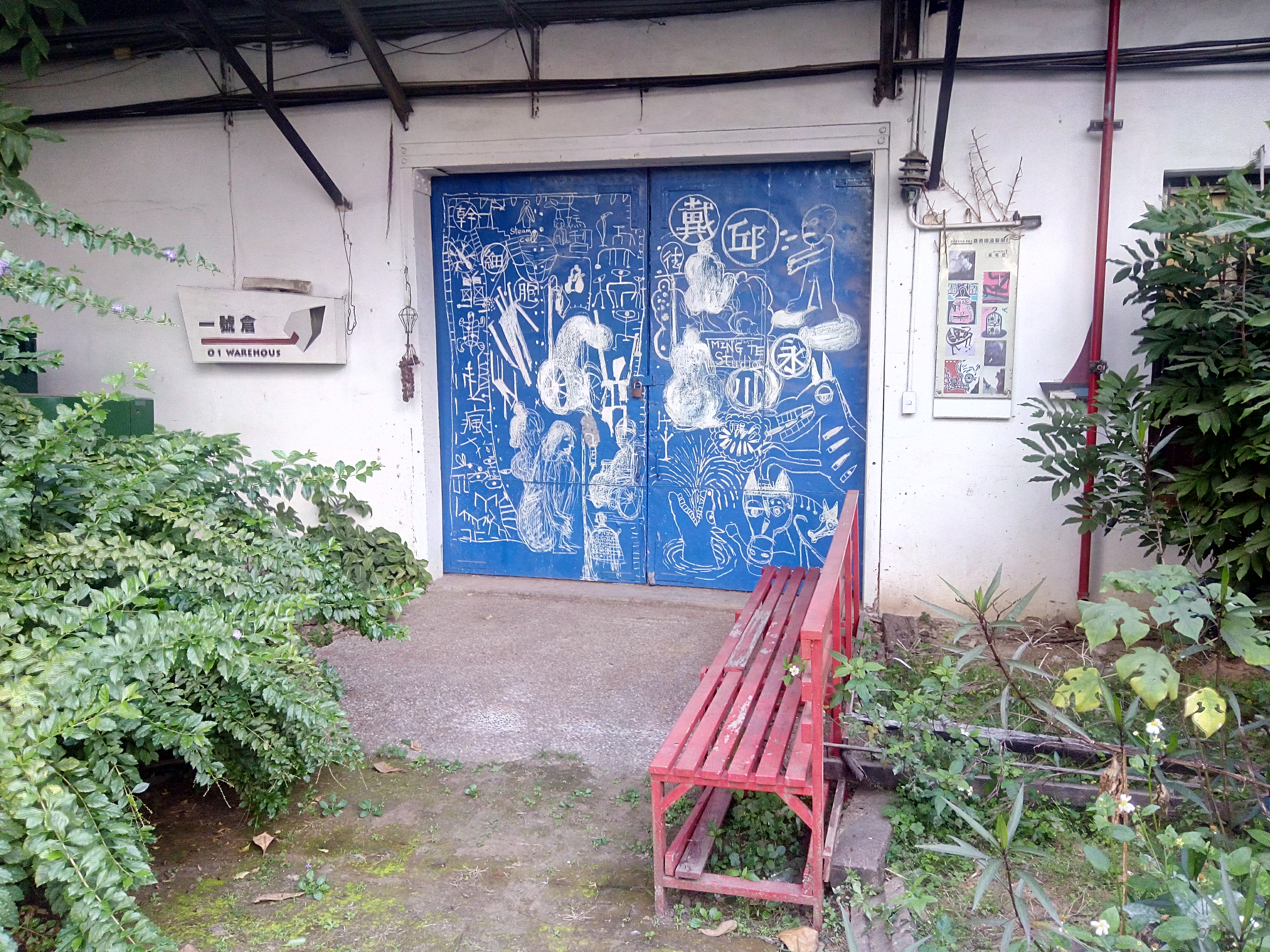
1號倉庫
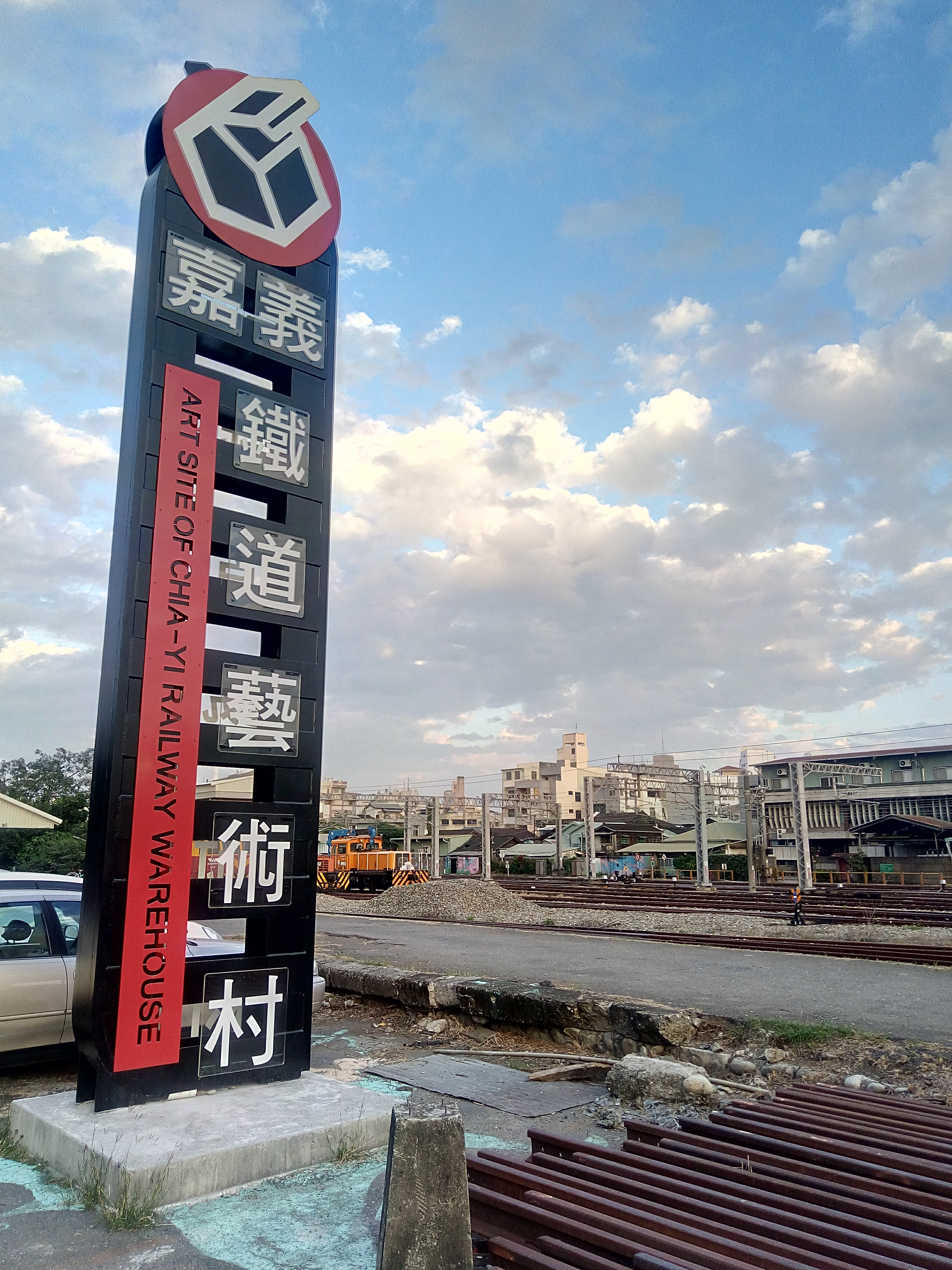
看板
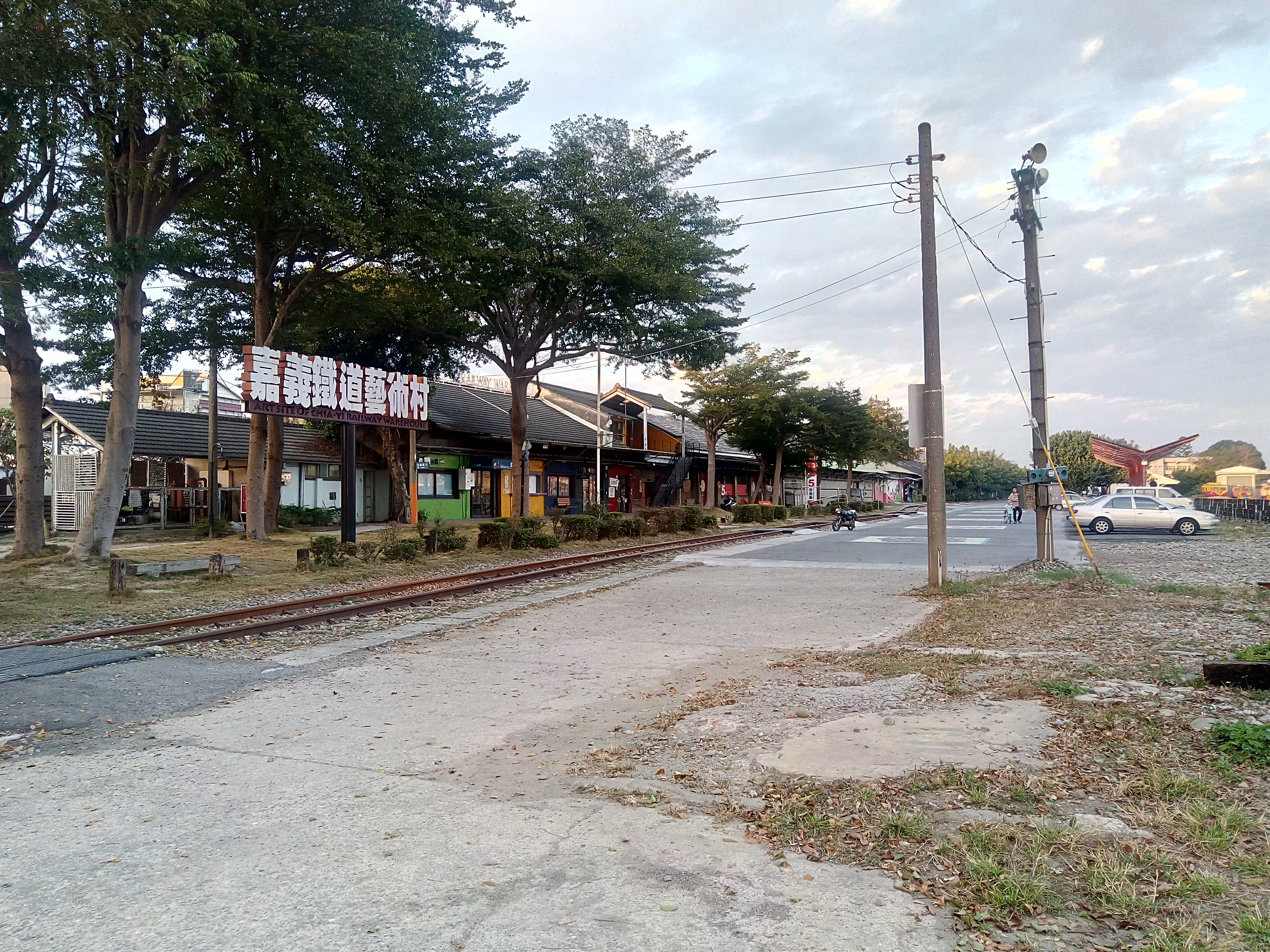
南側景
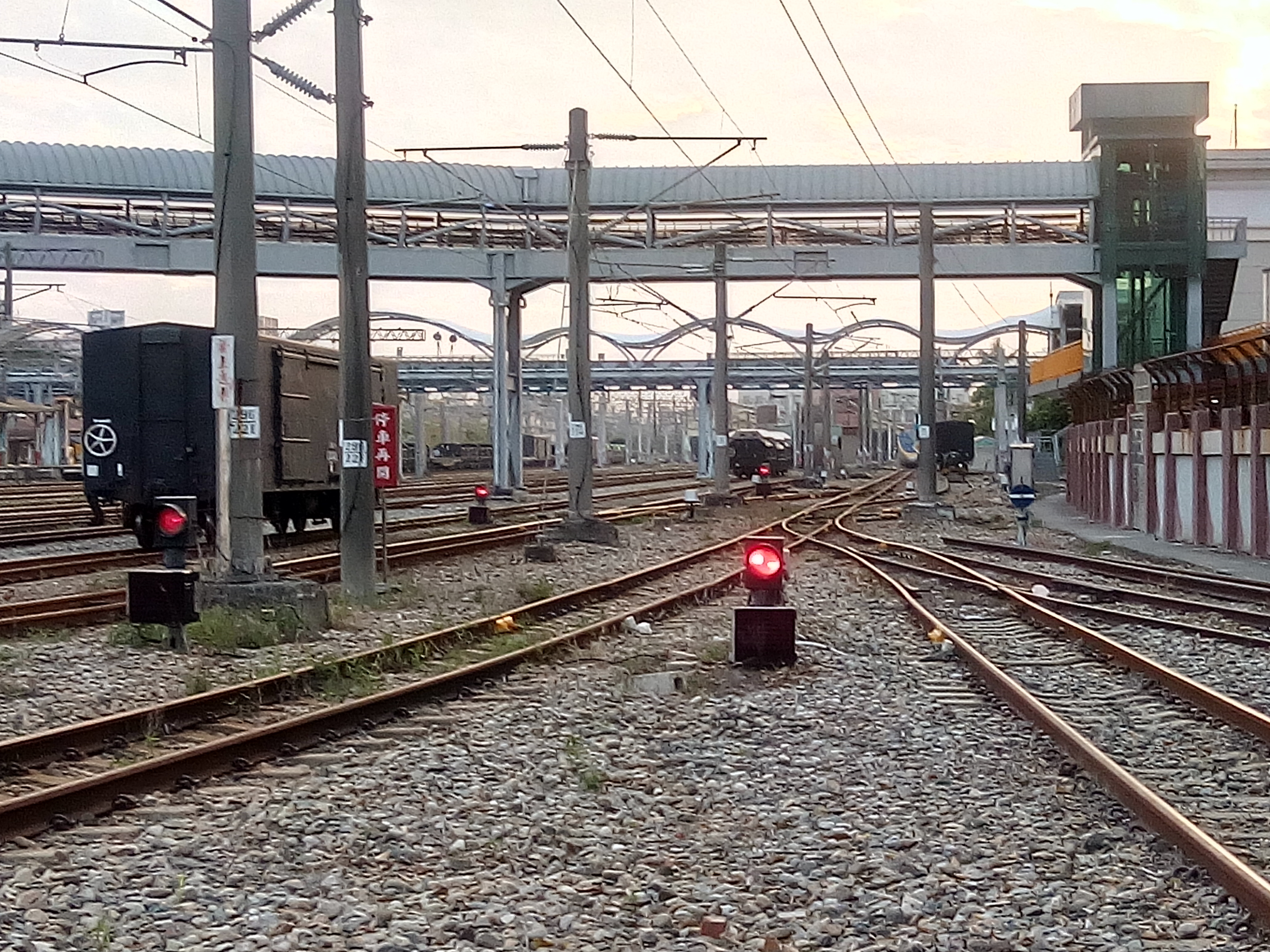
望向台鐵嘉義車庫
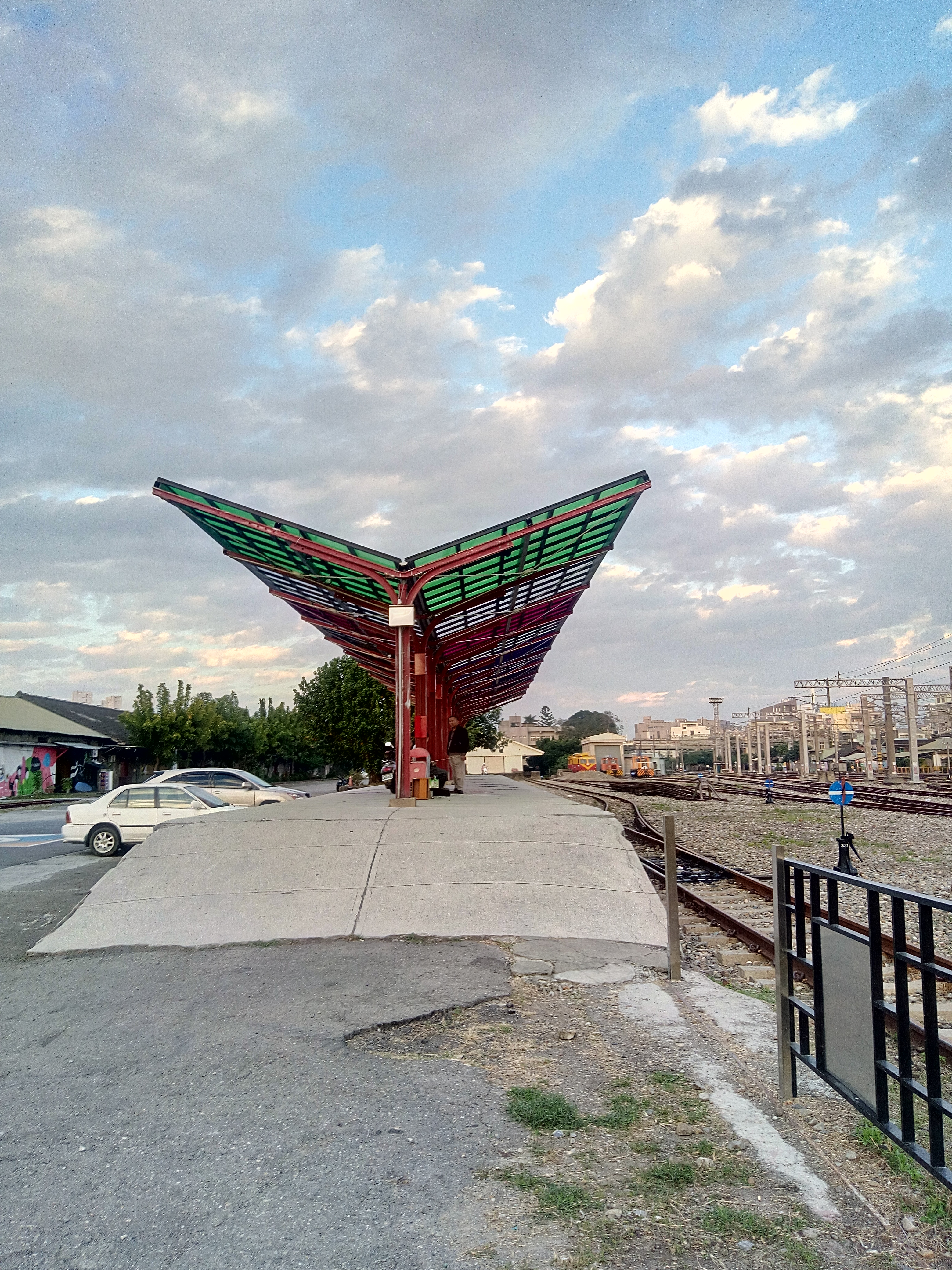
貨物月台
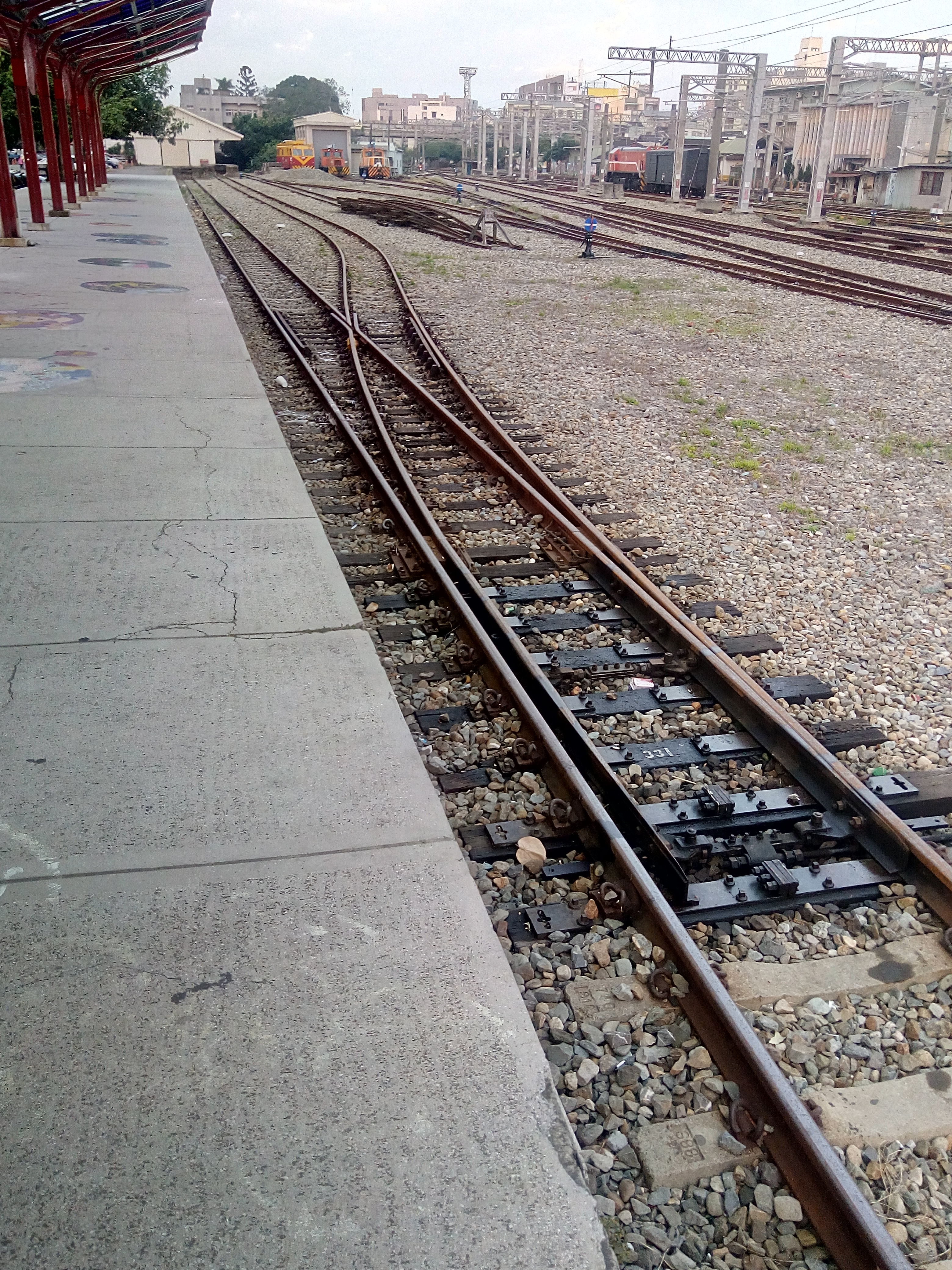
貨物月台及其軌道
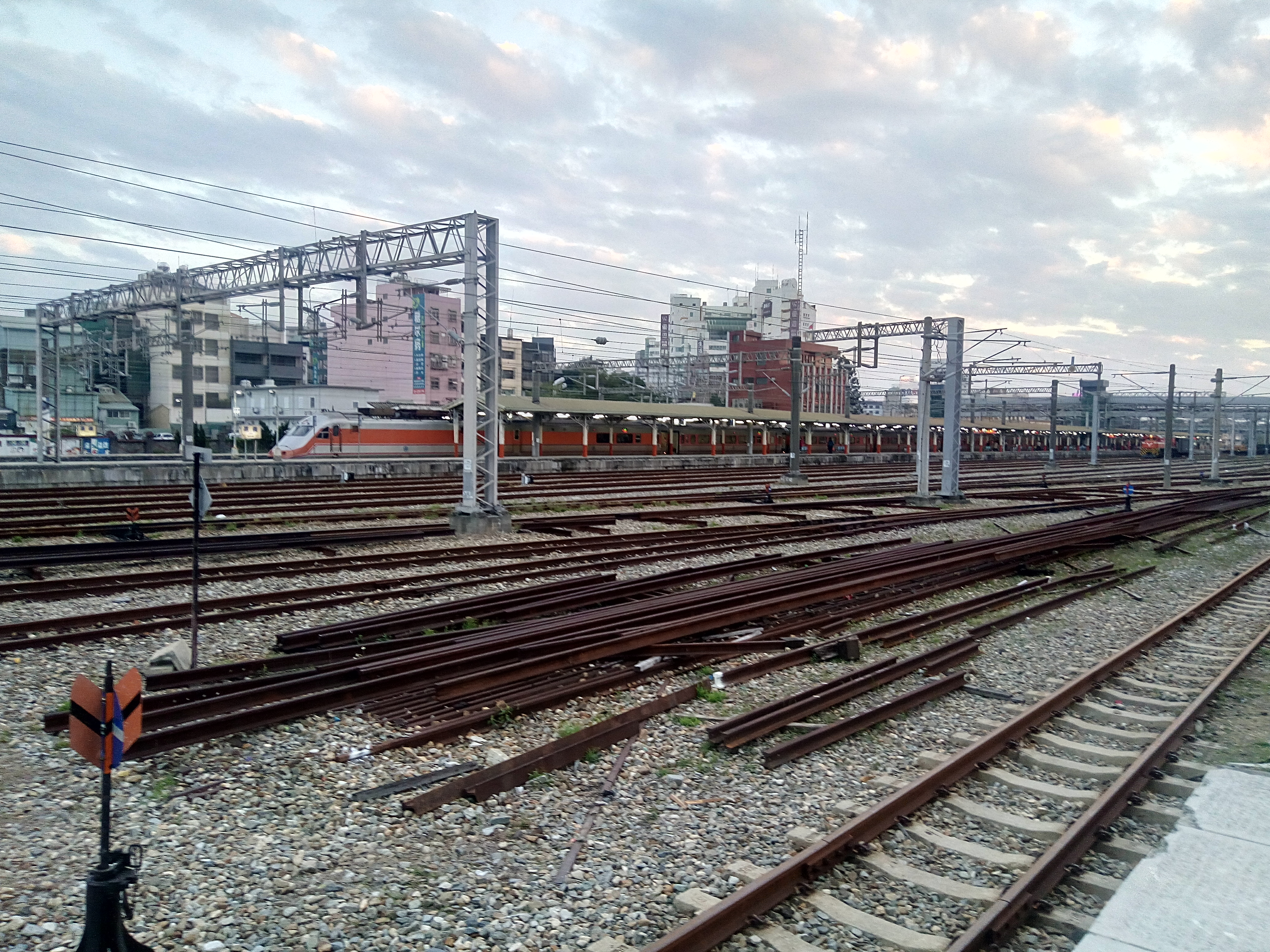
望向嘉義車站與台鐵推拉式自強號

## 關聯條目
- 嘉義市政府文化局
- 嘉義文化創意產業園區
- 台東舊站
- 新竹市鐵道藝術村
- 文化建設委員會
- 嘉義車站
- 台灣鐵路管理局